# Machilus fasciculata
Machilus fasciculata är en lagerväxtart som beskrevs av Hsi Wen Li. Machilus fasciculata ingår i släktet Machilus och familjen lagerväxter. Inga underarter finns listade i Catalogue of Life.